# Ulmen
Ulmen är en stad i Landkreis Cochem-Zell i förbundslandet Rheinland-Pfalz i Tyskland.
Staden ingår i kommunalförbundet Verbandsgemeinde Ulmen tillsammans med ytterligare 15 kommuner.